# St. Sebastian (Hövel)

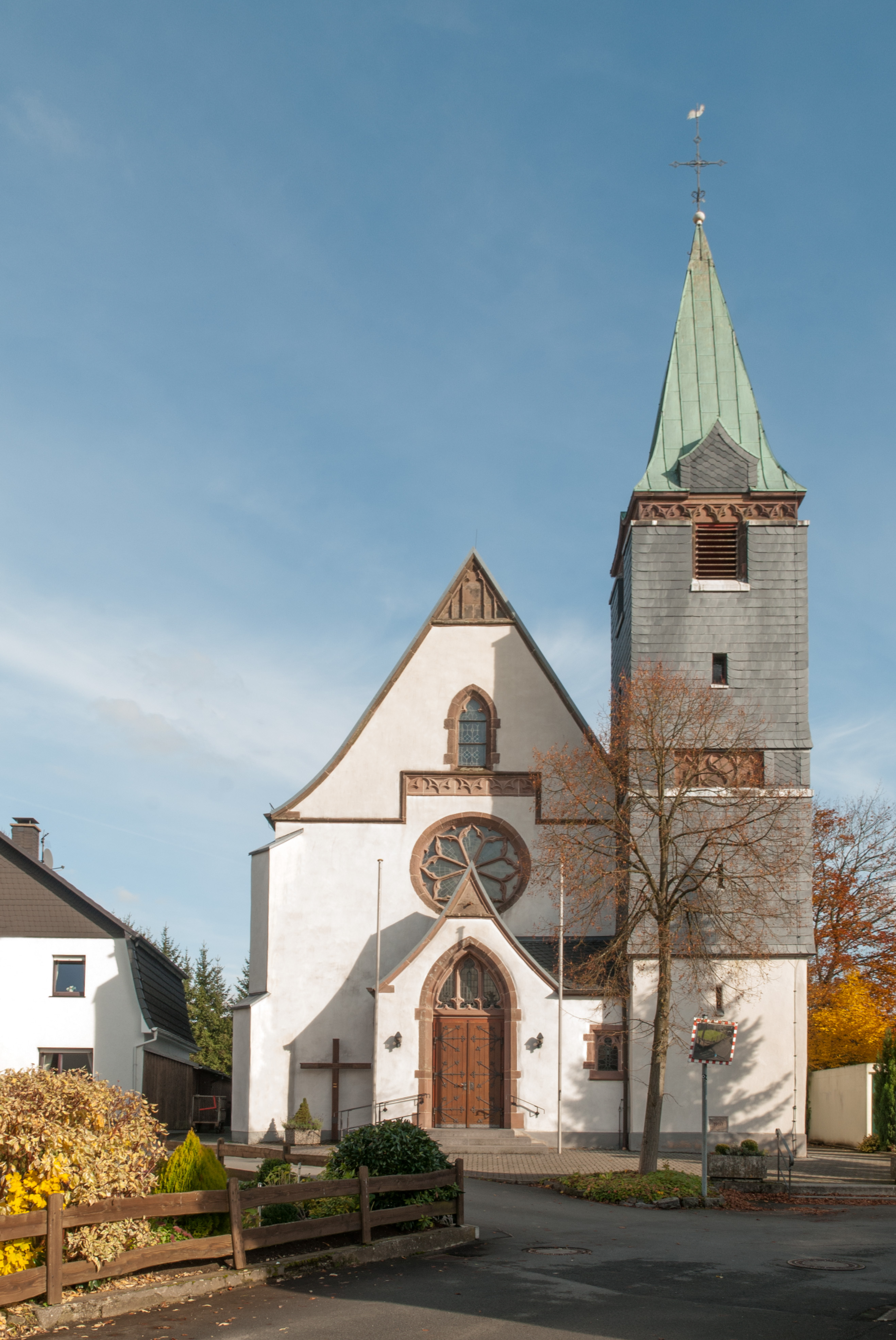
St. Sebastian (Hövel)

Die römisch-katholische, denkmalgeschützte Pfarrkirche St. Sebastian steht in Hövel, einem Gemeindeteil der Stadt Sundern (Sauerland) im Hochsauerlandkreis von Nordrhein-Westfalen. Die Kirchengemeinde gehört zum Pastoralverbund Kirchspiel Enkhausen im Dekanat Hochsauerland-West des Erzbistums Paderborn.

## Beschreibung
Die Saalkirche wurde 1910 nach einem Entwurf von Karl Freckmann in neugotischen Baustil erbaut. Sie besteht aus einem Langhaus mit drei Jochen, einem eingezogenen Chor mit Fünfachtelschluss im Osten und einem Kirchturm an der Südwestecke des Langhauses, der mit einem vierseitigen Knickhelm bedeckt ist. 
Der Innenraum ist ohne Gurtbögen mit sich kreuzenden Paaren von Gewölberippen überspannt. Auf der Empore im Westen steht die 1910 gebaute Orgel.